# Centrale hydroélectrique de Manantali
Centrale hydroélectrique de Manantali ist ein Wasserkraftwerk in unmittelbarer Nähe der Stadt Manantali  in der Republik Mali (Westafrika). 

## Geschichte
Die Kraftwerksanlage und Umspannstation mit einer Gesamtleistung von 200 MW aufgeteilt in fünf Einheiten mit je 40 MW wurde nachträglich am seit 1988 erbauten Bewässerungsstauwerk der Manantali-Talsperre zwischen den Jahren 1996 und 2002 erbaut. An der Finanzierung des Projektes sind unter anderen die Agence Française de Développement (AFD), Kreditanstalt für Wiederaufbau (KfW), Banque Européenne d'Investissement (BEI), Banque Ouest Africaine de Développement (BOAD) sowie verschiedene Investoren aus Europa, Kanada und den USA beteiligt. Die Baukosten wurden mit 500 Millionen CFA-Franc BCEAO genannt. Die Projektleitung (Engineering, Procurement and Construction Management) hatten die Firmen Tractebel, Tecsult und Fichtner GmbH & Co. KG aus Stuttgart. 
Die fünf Turbinen vom Typ Kaplan und die Generatoren wurden vom Schweizer Industriekonzern Sulzer AG geliefert.
Betreiber ist die „Societe de Gestion de l'Énergie de Manantali“ (kurz: SOGEM) die auch 10 Umspannwerke mit einer Leitstelle sowie ein Übertragungsleitungsnetz von rund 2000 km Länge unterhält. 2001 wurden Lieferverträge zwischen den beteiligten Ländern vereinbart, Mali behält im eigenen Land 52 % der erzeugten Energie, 33 % gehen nach Senegal  und 15 % nach Mauretanien.
Die offizielle Einweihung des Kraftwerkes fand am 21. Mai 2003 durch Amadou Toumani Touré, Präsident der Republik Mali statt.